# Phryxe lasiocampae
Phryxe lasiocampae là một loài ruồi trong họ Tachinidae.